# Völva
Pour le genre de gastéropodes marins, voir Volva (genre).

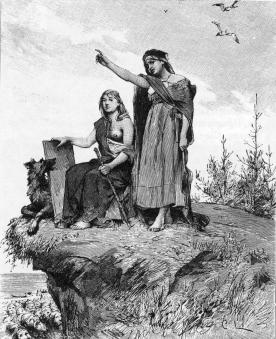
Une prophétesse, d'après une illustration d'une édition suédoise du XIXe siècle de lEdda poétique.

Les anciens Germains appelaient « völva » (« vala » ou « wala » en vieux haut allemand) les prêtresses et prophétesses. Les termes « seiðkona », « spákona » en norrois, « spaewife »  ou « wicce » (terme générique pour sorcière) en vieil anglais sont utilisés pour les femmes pratiquant au moins l'une des magies nordiques. Elles sont des personnages récurrents de la mythologie germanique.

## Terminologie
Le mot « völva » viendrait de vǫlr, quenouille. Ce mot est à rapprocher du proto-germanique *walwōn (lui-même apparenté au latin volvere), qui donnera wand en anglais. La völva (masculin völvo, pluriel völur) serait donc, comme les Nornes, une porteuse de quenouille.
Les völur, entre autres disciplines ésotériques traditionnelles, pratiquaient le seiðr (enchantement), le spá (prophétie) et le galdr (magie runique, chamanisme). Dans ce cas, ils/elles étaient appelé(e)s fjölkunnig, ceux dont le savoir (kunne) est entier ou plein (fjol).
Pour celles qui ne pratiquent que le spá, on parle de  spákona ou spækona, c'est un vocable vieux norrois désignant une femme qui s'adonne à la prophétie ou à la prédiction de l'avenir. En vieil anglais, on parle aussi de spæwīfe.
Ce mot viendrait du proto-germanique *spah- et une racine proto-indo-européenn *(s)peḱ (regarder, observer, voir) et par conséquent lié au latin specio (« (je) vois ») et au sanskrit spáçati et páçyati (« (il/elle) voit », etc.).
Les hommes pratiquant cette dernière discipline étaient appelés spámaðr.
De même pour le seiðr, on parle de seiðkona (femme) ou seiðmaðr (homme).
Selon la mythologie et les récits historiques, les völur étaient censées posséder des pouvoirs tels qu'Odin lui-même, le père des dieux, faisait appel à leurs services pour connaître l'avenir des dieux : c'est notamment ce que rapporte la Völuspá, dont le titre lui-même, « völv-s-spá », se traduit par « chant de la prophétesse ».
La quenouille est appelée seiðstafr, « bâton de seiðr » (baguette magique en somme). C'est l'un des attributs de Freyja et un outil de la völva.

### L'utilisation du féminin, les hommes devins

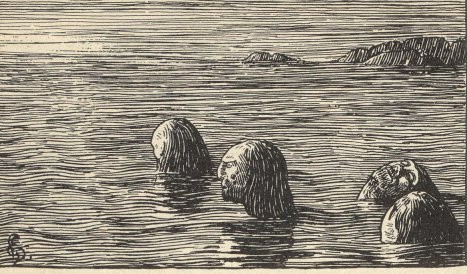
Au cours de la christianisation de la Norvège, le roi Olaf Tryggvason fit ligoter les devins et les fit précipiter d'un rocher à marée basse.

On a tendance à utiliser le féminin völvas quand on parle de völur, car cet art était, depuis l'arrivée du christianisme, essentiellement pratiqué par les femmes, même s'il y avait des hommes et femmes qui pratiquaient au moins un de ces arts jusqu'au XIe siècle.
En effet avec l'arrivée du christianisme, les hommes qui pratiquaient la sorcellerie ou la magie ne bénéficiaient pas du même respect, parce qu'ils auraient eu un comportement efféminé. La pratique était depuis lors réservée aux femmes. Le spá, en particulier, fut interdit dès le début du christianisme aux hommes car il exigeait en principe l’ergi (la féminité ou plutôt la non-masculinité). Avec l'arrivée des valeurs chrétiennes, même pour les païens le fait de pratiquer le seiðr ou le spá était considéré comme peu viril voire déshonorant. Plusieurs sagas et écrits attestent de ce sexisme.
On peut lire par exemple dans le Vatnsdœla saga :
«  Illa bíta þig vopnin Hrolleifur og alls konar er þér illa farið, bæði fjölkunnigur og þó að öðru illa siðaður.
Que les armes te mordent durement Hrolleif, tous tes agissements sont honteux, fjölkunnigur tu es et déchéance. »— Vatnsdœla saga Chap. 19
En fait, la justification avec l'assimilation à la féminité peut être trouvé dans la Saga des Ynglingar, où Snorri Sturluson explique que la pratique du seiðr rend faible et vulnérable, donc peu viril. Avec l'arrivée du christianisme, on y ajoute même une connotation homosexuelle (voir Ergi).
Les hommes qui s'occupent de la « sorcellerie nordique » ne sont pas punis de la même façon une fois le christianisme installé. La femme est brûlée comme sorcière, mais les hommes sont traités comme des bêtes et souvent torturés à mort car ils s'occupaient du « domaine des femmes »,.
Dans la Saga d'Erik le Rouge, le personnage Ragnvaldr Rettilbein, un fils d'Harald à la Belle Chevelure, vit chez la Saami Snöfrid, il est seiðmaðr. Le roi le fit immoler par le feu dans une hutte avec quatre-vingts de ses compagnons à cause de cela.

## Témoignages

### Récits historiques

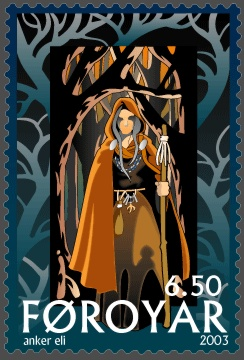
Une Völva sur un timbre des îles Féroé.

- Dans ses Commentaires sur la Guerre des Gaules, Jules César, à propos de la lutte contre le chef germain Arioviste (58 av. J.-C.), écrit ceci :

« Lorsque César demanda aux prisonniers pourquoi Arioviste n’avait pas livré un combat à outrance, il apprit que la raison en était la suivante : c’était chez les Germains une coutume que les mères de famille décident, après avoir consulté les signes et rendu les oracles, s’il convenait ou non d'engager un combat ; or elles disaient que le destin ne permettrait pas aux Germains de vaincre, s’ils engageaient le combat avant la nouvelle lune. »
— Commentaires sur la Guerre des Gaules, livre 1, ch. 50
- Les écrits de Tacite (Ier et IIe siècles apr. J.-C.) :
  - Les premières mentions de ces prophétesses germaniques nous viennent des historiens latins évoquant l'exode des Cimbres : sous la plume de Tacite, ces « prêtresses » sont des femmes âgées ; elles sont vêtues de blanc. Elles immolent les prisonniers de guerre et consacrent le sang versé (cérémonie dite Blót), fluide indispensable à la divination.
  - Tacite décrit également les prophétesses des Germains dans ses Histoires (livre 4, chap. 61), et notamment une certaine Veléda : « […] usage ancien chez eux, les Germains attribuaient le don de prophétie aux femmes, et même, la superstition se développant, un statut divin. »
- Jordanès fait au VIe siècle état dans ses Gétiques (XXIV:121) de völvas Gothes appelées Aliorumnas. Elles furent exilées sur ordre du roi Filimer, lorsque les Goths se sédentarisèrent à Ojum (Ukraine). Ce nom est sans doute une corruption du gotique Halju-runnos, c'est-à-dire catabantes ou « celles qui descendent aux Enfers » (allusion aux transes des chamans). Ces völvas trouvèrent refuge chez les Huns.
- Paul Diacre décrit au VIIIe siècle comment, pendant une guerre entre Vandales et Lombards, les Vandales s'adressent à Odin (Godan) pour obtenir la victoire. La mère, Gambara, des deux chefs de clan Lombards, Ibor et Aio, s'adresse par contre à Frea (Freyja/Frigg). Alors Frea, grâce aux bonnes relations qu'entretiennent la déesse et sa Völva, aida Gambara à tromper Odin et c'est ainsi que son peuple gagna la guerre[9].
- Une description détaillée d'un sacrifice humain par une völva est due au diplomate arabe Ahmad ibn Fadlan qui raconte une de ses missions auprès des Bulgares de la Volga en 921 : au cours des funérailles d'un chef varègue, une esclave se sacrifie pour être inhumée avec son maître. Après dix jours de festivités, elle est poignardée par une prêtresse (le diplomate arabe l'appelle Ange de la mort) puis son corps est incinéré avec celui de son maître dans un navire[10].
- Dans le Landnámabók, on mentionne une Völva nommée Þuríðr Sundafyllir qui remplit un fjord de poisson pour contrer une famine. Cela est considéré comme un fait historique dans le Landnámabók.

### Témoignages archéologiques
On a retrouvé une quarantaine de tombes contenant des quenouilles. Cela n'indique pas forcément des tombes de Völur, mais certaines de ces tombes méritent d'être mentionnées.

#### La Tombe de Fyrtkat (Danemark)
C'est l'une des tombes les plus riches connues dans cette région. C'est une tombe à char contenant un corps féminin. Outre les bijoux d'orteils et la boucle de ceinture de Gotland on a trouvé dans la tombe des objets finnois et russes. À ses pieds se trouvait une boite avec une pelote de réjection d'un hibou, des ossements divers de petits mammifères et d'oiseaux et un sachet de graines de la jusquiame noire. Quand ces graines sont jetées dans un feu elles produisent une fumée hallucinogène qui donne l'impression de voler.
Une amulette d'argent trouvée dans la tombe semble confirmer sa position de völva. L'amulette est en forme de chaise taillée dans un tronc et fait probablement référence à la plate-forme utilisée pour le seiðr sur laquelle la völva faisait ses rituels ou elle peut aussi faire référence au Hlidskjálf ; le trône depuis lequel Odin regardait le monde.

#### La tombe d'Oseberg(Norvège)bis
Cette façon somptueuse d'enterrement a été utilisée pour deux tombes. Toutes les deux étaient occupées par des corps féminins. Dans la première tombe, on a trouvé une quenouille en bois. Dans la seconde, 4 graines d'une plante de cannabis, plante qui a probablement été utilisée pour remplir les coussins qui soutenaient le corps, et des graines de chanvre dans une petite pochette en cuir.

#### La tombe de Flöksand (Hordaland, Norvège)
On y a trouvé un couteau en os sur lequel on a gravé en écriture runique « linalaujaR », c'est-à-dire lin, alau (alu, « bendiction » ?) auja (aire sacré) et laujar (Laukr, « herbe sacré, liliacée » ?) Le lin et le laukR sont liés à la divination.

#### La tombe d'Hagebyhöga ou d'Aska (Östergötland, Suède)
Cette tombe date de l'âge du fer. La femme qui y est enterrée ne fut pas seulement ensevelie avec une quenouille, mais aussi avec ses chevaux et son char. Elle fut enterrée sous 6 mètres de feuilles de roses blanches et des bijoux à breloques en or et argent. Un des pendentifs est particulier, il représente une dame avec un grand collier. Ce type de collier fut surtout porté par des dames de haut rang à cette époque. On a tendance à l'interpréter comme Brísingamen. Le personnage représenté pourrait symboliser Freyja, déesse des Völvur.

#### La tombe de Birka (Suède)
À Birka, on a trouvé une tombe mixte dont on pense que l'un des corps est une Völva et l'autre celui d'un chef de guerre. Par-dessus les deux corps était mise une lance pour dédier les deux corps à Odin. La femme a été enterrée avec sa quenouille et donc dédiée à Freyja.

## Dans le folklore scandinave
Dans la société scandinave ancienne, la völva était une femme âgée ayant rompu avec les pesantes attaches familiales qui étaient le lot des femmes dans cette civilisation clanique. Elle errait à travers le pays, suivie traditionnellement d'un aréopage de jeunes gens. On faisait appel à ses services dans les situations graves. Son autorité était absolue et elle était largement rémunérée pour ses services.
Parmi les plus célèbres völvas de la littérature scandinave, il y a lieu de citer la Heidi de la Völuspá et la sorcière Gróa (Croissance) du lai de Svipdag (Svipdagsmál). Dans l’Hyndluljóð, la déesse Freyja (déesse des Völur) rencontre la Völva Hyndla et elles vont ensemble au Walhalla. Néanmoins, d'autres sagas mentionnent des Völvi dont Þórbjörgr dans le Saga d'Eric le Rouge et Huld dans l’Ynglinga saga.
Dans Baldrs draumar, on consulte une Völva (morte) (Hel ou Garmr ?) pour expliquer le rêve de Baldr.
Le Galdr et le Spà finiront le jour du Ragnarök.

### Tisseuses de paix (et de guerre)
Dans le roman ancien anglais Beowulf, les femmes sont appelées « tisseuses de paix » (freothuwebbe ou fríÞwebbe), c'est probablement une allusion à cette capacité des sorcières d’arrêter les armées déjà mentionnée, mais aussi comme femmes mariées qui tissent les liens entre familles. Le collier appelé Brosinga mene' (une version du Brísingamen, symbole de Freyja) est donné par la reine Wealhþeow à Beowulf pour avoir tué Grendel. La reine est donc celle qui possède le collier et, en tant que tel, agit donc bien comme Völva.
Les tisseuses de paix sont aussi appelées les Nornes dans la mythologie scandinave.
Une description très macabre du travail de tisseuses de paix, mais dans leur rôle de tisseuses de guerre, est donnée dans le Darraðarljóð qui se trouve vers la fin de la Saga de Njáll le Brûlé (XIe siècle). Elles préparent la bataille de Clontarf.

« Dörrud vint à la maison, et regarda par une fente qui était là. Il vit que c'étaient des femmes qui étaient dedans, auprès d'un métier à tisser. Ce métier avait des têtes d'hommes en guise de poids, et des boyaux humains, pour trame et pour fil. Les montants du métier étaient des épées, et les navettes, des flèches. Et les femmes chantaient :
Voyez, notre trame est tendue pour les guerriers qui vont tomber. Nos fils sont comme une nuée d'où il pleut du sang. Nos trames grisâtres sont tendues comme des javelots qu'on lance ; nous, les amies d'Odin le tueur d'hommes, nous y ferons passer un fil rouge.
Notre trame est faite de boyaux humains, et nos poids sont des têtes d'hommes. Des lances arrosées de sang forment notre métier, nos navettes sont des flèches, et nous tissons avec des épées la toile des combats.
Voici Hild qui vient pour tisser, et Hjörthrimul, Sangrid et Svipul ; comme leur métier va résonner quand les épées seront tirées ! Les boucliers craqueront, et l'arme qui brise les casques entrera en danse.
Tissons, tissons la toile des combats. Tissons-la pour le jeune roi. Nous irons de l'avant, et nous entrerons dans la mêlée quand viendront nos amis, pour frapper de grands coups.
Tissons, tissons la toile des combats. Combattons aux côtés du roi. Les guerriers verront des boucliers sanglants, quand Gunn et Göndul viendront pour le protéger.
Tissons, tissons la toile des combats, là où flotte la bannière des braves. N'épargnons la vie de personne ; les Valkyries ont le droit de choisir leurs morts. »

### Tâche héréditaire
Dans certains textes, la Völva est supposée descendre directement (comme être humain) des anciennes entités du Jötun, comme les dieux. Par exemple, Heiðr est, selon le Völuspá hin skamma, un enfant du Jötun Hrímnir. On peut y lire aussi dans le Hyndluljóð :
Eru völur allar
frá Viðolfi,
vitkar allir
frá Vilmeiði,
en seiðberendr
frá Svarthöfða,
Sont Tous les Völur
issus de Witolf,
Tous les sachants (magiciens)
issus de Willharm,
Tous ceux qui chantent les seid
sont issus de Svarthöfða (« tête noire »).
Le Völuspá hin skamma est un poème dont on n'a que des fragments cités dans le Hyndluljóð de l'Edda poétique et le Gylfaginning de l'Edda en prose de Snorri Sturluson,.

## Le rituel

### L'initiation
Dans Grógaldr (« L'incantation de Gróa »), on mentionne les conditions d'une initiation comme Volvo. Svipdagr est envoyé pour une tâche impossible par sa marâtre Skaði, il doit trouver l'accès à la salle de Menglöd (Menglöd veut dire « celle qui possède un joyau », un kenning pour Freya, propriétaire du Brisingamen). Svípdagr demande alors de l'aide à sa mère décédée Groa, une Völva (« Éveille-toi, Gróa, Éveille-toi, excellente femme, Je t'éveille aux portes de la mort, […] »). Elle se réveille du monde des morts pour incanter neuf formules de protection et dit que même Skuld, l'une des Nornes, sera satisfaite de cela. Les neuf incantations sont chantées du « rocher de la terre ferme ». Elles consistent en :
- la liberté de toute pression, va ton propre chemin sans culpabilité (chant du bonheur que Rane chanta pour Rind) ;
- la maitrise de soi aux coups de tonnerre d'Urd (les vicissitudes de la vie) ;
- l'insensibilité aux courants puissants qui mènent au royaume des morts, les vagues iront à Hel (l'Enfer) ;
- l'aptitude de changer des ennemis en amis et de changer des traits de caractère négatif en positif ;
- l'épée magique qui brise toutes les chaînes ;
- l'aide des éléments de la nature ;
- la résistance au « froid glacé de la haute montagne » ;
- la protection contre l'ombre d'une femme chrétienne (Svipdagr est un homme) ;
- la connaissance des mots d'émotion pour un échange avec « le géant à la lance ».

### Rituel duseiðr
Dans la saga d'Erik le Rouge, on raconte comment la  Völva Þórbjörgr, ou Þorbjörg Lítilvölva, procède à un seiðr. Avant son arrivée, la maison est nettoyée de fond en combles. La grande chaise, habituellement réservée au maître des céans ou sa femme, était agrémentée de coussins. Quand la Völva entre dans la pièce, elle est saluée avec révérence par la maisonnée et conduite au haut siège. Là on lui présente un repas préparé pour elle uniquement. C'est un porridge de céréales et de lait de chèvre, et un ragoût fait avec le cœur d'un représentant de tous les animaux de la maison. Elle mange les plats avec une cuillère en cuivre et un couteau épointé.
La Völva est hébergée pour la nuit et le lendemain était réservé à sa danse. Pour danser le seiðr, elle a besoin de certains outils. D'abord, on lui a construit une plate-forme spéciale. Un groupe de jeunes femmes se mettent assises autour d'elle. Les jeunes femmes chantent une chanson spéciale pour appeler les pouvoirs avec lesquels la Völva désire communiquer.
Dans une loi islandaise du XIIIe siècle, on parle du seiðr comme útiseta at vekja tröll upp ok fremja heiðni (« útiseta (assis dehors) pour réveiller les trolls et pratiquer des rituels païens »). Cette activité y est punie par la peine de mort. Encore en 1854, on parle d'« une sorcellerie spécifique […] où le mage passe la nuit à l'air libre […] surtout pour prédire l'avenir. »

### La tenue rituelle
Dans la saga d'Erik le Rouge, qui a lieu au Groenland, la Völva apparaît dans un manteau bleu ou noir avec des pierreries incrustées sur le bord. Le manteau tombe jusqu'aux pieds. Dans sa main, elle tient le seiðstafr, celui-ci est en cuivre couvert de pierres semi-précieuses sur le haut. Dans le Örvar-Odds saga, la seiðkona porte aussi un manteau bleu ou noir et porte aussi un seiðstafr.
Dans la saga d'Erik le Rouge, on mentionne aussi un collier de perles de verre et un couvre-chef en peau de mouton noir et de chat blanc. Elle porte une ceinture avec une pochette contenant les outils du seiðr.
Elle porte des souliers en cuir de vachette avec des lacets aux bouts cuivrés et des gants de peau de chat blanc, fourrure tourné vers l'intérieur.

### Leseiðstafr
Le seiðstafr est une quenouille, symbolique ou effective, en cuivre ou en bois. Cette quenouille est le bâton symbole du pouvoir magique du Völva. Celui qui est frappé avec ce bâton trois fois sur la joue perd ses souvenirs.
Des liens invisibles pouvaient être tissés entre le baume du métier à tisser et un être humain (guerrier par exemple). Quand une sorcière défaisait un nœud dans son œuvre, elle pouvait par exemple délier un membre d'un héros-guerrier (bras ou jambe). Cela fait aussi référence au « nouage de l’aiguillette » où l'on immobilise le membre viril,. Quand elle faisait un nœud, elle pouvait arrêter l'avancée de l'armée ennemie, car, dans la mythologie nordique, c'est Freyja qui commença la première guerre. Il appartient donc aux völur de décider du début ou fin de la guerre par leur magie. C'est probablement la raison pourquoi Harald Ier de Danemark, en guerre contre l'empereur romain d'orient garde auprès de lui un völva à Fyrkat.
La quenouille fait ici référence aux Nornes et leurs pouvoirs magiques. Dans le Helgakviða Hundingsbana I, des femmes généralement interprétées comme des Nornes arrivent au berceau de Helgi Hundingsbane et lui tissent un avenir de Héros. Il est possible que ces personnages ne soient pas des Nornes, car elles ne sont jamais nommées comme telles, mais des Völur. Beaucoup de quenouilles trouvées dans les tombes ont une espèce de petit panier au sommet qui sert peut-être pour le filage du lin. Si l'on tient compte que le mot seiðr pourrait être traduit par « fil tissé avec une quenouille », pratiquer la magie peut être considéré comme tisser des fils spirituels.
La notion de « côté quenouille » (distaff side) était utilisée en Angleterre jusqu'au XIXe siècle pour indiquer le lignage maternel (fille de X, fille de Y). Pour le côté paternel on parlait de « côté de l'épée » ou « côté de la lance ».

### Les dieux dédiés des Völur

#### Freyja
La déesse qui s'occupe de magie est avant tout Freyja. C'est la déesse à laquelle on fait le plus référence quand on parle de Völur.
Freyja est identifiée ainsi dans la saga des Ynglingar et il y est aussi dit que c'est elle qui l'enseigna à Oðinn :
"Dóttir Njarðar var Freyja. Hon var blótgyðja. Hon kenndi fyrst með Ásum seið, sem Vǫnum var títt."
« Fille de Njǫrðr était Freyja. Elle présidait les sacrifices. Ce fut elle qui en premier présenta le seiðr aux Æsir car elle était déjà connu par les Vanir. »

#### Sif
Dans le prologue de l'Edda en prose, une Völva explique l'origine de la déesse Sif, femme de Thor. On y explique qu'elle fut une spákona (voir plus haut).

#### Odin
C'est Freyja qui a enseigné le seiðr à Odin. Même en tant que dieu guerrier, il est plus faible que Freyja dans la magie de la guerre. Dans le récit de Paul Diacre (plus haut), les Vandales s'adressent à Odin (Godan) pour obtenir la victoire mais les Lombards qui s'adressent par contre à Frea (Freyja/Frigg), à travers la reine mère, gagnent. Par contre, dans le Rúnatal, une section du poème Hávamál, la découverte des runes (et leurs propriétés magiques) est attribuée à Odin. C'est donc un mage à part entière.

## Disparition
La disparition des prophétesses germaniques est liée à la christianisation : l'Église catholique romaine, l'Église d'Angleterre, l'Église luthérienne et l'Église réformée, secondées en cela par les autorités civiles, prirent diverses mesures à leur encontre, comme le montre cet extrait du Droit canon :
« Toute sorcière, toute conjureuse, tout nécroman ou toute prostituée manifestement infectée trouvée sur le territoire sera expulsée. »
« Nous demandons à chaque prêtre d'éradiquer le paganisme et d'interdire la wilweorthunga (culte des sources), la licwiglunga (nécromancie), la hwata (divination), la galdra (magie), l'idolâtrie et toutes les abominations pratiquées par les hommes comme sorcellerie, et frithspottum (culte des bosquets) avec des ormes et autres arbres, des alignements de pierre, et toute sorte de fantômes. »
Elles furent persécutées au cours de la christianisation, qui conduisit d'ailleurs à un confinement extrême du rôle des femmes dans les sociétés germaniques dès le XIe siècle.

## De nos jours

### Ásatrú
Il y aurait un renouveau des traditions liés aux Völva dans les milieux Ásatrú (néopaganiste germaniques). Ces traditions liées aux Völur sont décrites par les écrivains américains Yngona Desmond, Diana Paxon, et Kari Tauring.

### Médias
Le titre Spaewife a été utilisé pour plusieurs écrits : 
- Robert Louis Stevensons a fait un poème intitulé The Spaewife.
- John Galt a écrit un roman historique intitulé The Spaewife: A Tale of the Scottish Chronicles.
- John Boyce a écrit un roman historique intitulé The Spaewife, or, The Queen's Secret (sous le pseudo Paul Peppergrass).
- Francis Melville décrit un être féerique appelé spae-wife dans son livre The Book of Faeries.

### Anecdote
En islandais, le mot pour ordinateur est tölva, il a été créé à partir des mots tala (nombre) et völva. L'ordinateur est donc la « sibylle des nombres ».